# LG Prada
Le PRADA Phone by LG (modèle KE850), plus connu sous le nom de LG Prada, est un téléphone portable à écran tactile fabriqué par LG Electronics, créé en collaboration avec le concepteur de produits de luxe Prada. Il était annoncé pour la première fois le 12 décembre 2006, s'est retrouvé dans la presse le 18 janvier 2007.
Il était le premier téléphone portable disposant d'un écran tactile, qui n'avait pas besoin d'être utilisé avec un stylet.
Le LG Prada était annoncé juste avant l'annonce de l'iPhone, le 9 janvier 2007 par Steve Jobs,,. Après la sortie de l'iPhone, le siège des produits mobiles LG a déclaré qu'Apple avait volé l'idée du Prada après qu'il est informé comme partie du prix de l'iF Product Design Award,.

## Fonctionnalités
Le LG KE850 disposait d'une interface utilisateur monochrome fonctionnant avec Flash, il y avait également du contenu préchargé comme des sonneries. Il dispose également d'un emplacement de carte Micro SD pour étendre la mémoire, de Bluetooth et de plusieurs autres fonctionnalités supplémentaires comme la lecture de documents PDF et Microsoft Office. Quatre jeux étaient pré-installés : Halloween Fever, Photo Puzzle, Virus et Pipe.

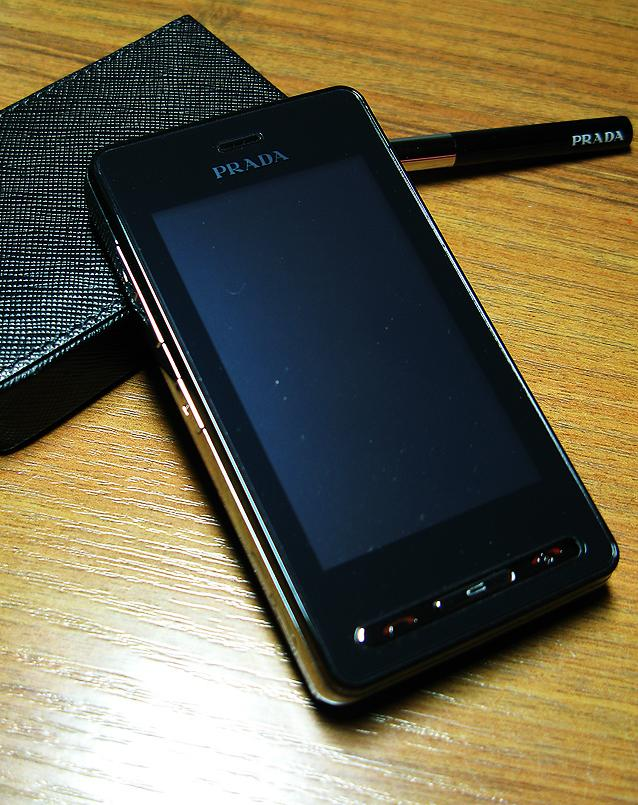
Modèle coréen du LG Prada avec une antenne DMB

Le modèle sorti en Corée du Sud avait également un récepteur de télévision DMB.

## Commercialisation
Le LG Prada est commercialisé pour la première fois au Royaume-Uni, en France et en Italie en mars 2007, pour un prix de 600 €, et se retrouvera plus tard dans le reste du territoire européen, Hong Kong, Taïwan, Singapour et la Corée du Sud, il n'a jamais été commercialisé sur le territoire américain.
Une modèle de couleur argentée du Prada a été commercialisé en janvier 2008. Il possède un clavier QWERTY à la place d'un clavier T9.

## Réception
Le LG Prada a été vendu à 1 million d'unités, les premiers 18 mois.
Un successeur, le LG Prada II a été annoncé en octobre 2008, puis le LG Prada 3.0 en 2012.